# 韩忠学
韩忠学（1945年10月—），男，陕西澄城人，中华人民共和国政治人物，曾任湖北省人民政府副省长，湖北省人大常委会副主任。